# Hubert Jarczak
Hubert Jarczak (ur. 22 sierpnia 1984 w Węgorzewie) – polski aktor.
Studiował fizykę na Uniwersytecie Warszawskim, ale zrezygnował i w 2009 ukończył studia na wydziale aktorskim Państwowej Wyższej Szkoły Filmowej, Telewizyjnej i Teatralnej im. Leona Schillera w Łodzi.
W 2007 zajął pierwsze miejsce w Przeglądzie Piosenki Aktorskiej w Koszalinie w kategorii studenci szkół teatralnych i aktorzy. W 2021 roku wystąpił w reklamie kapsułek Ariel.

## Filmografia
- 2002: Sen (etiuda szkolna) – klown
- 2004: Daleko od noszy - chłopak ze złamaną ręką (odc.9)
- 2008: Twarzą w twarz - policjant
- 2008: Kanalie - obsada aktorska
- 2009: Przystań - narzeczony Borys (odc.9)
- 2009: Niania - instruktor (odc.122)
- 2009: Dwa miesiące (etiuda szkolna) – obsada aktorska
- 2009: Czas honoru - obsada aktorska (odc.16)
- 2009: Afonia i pszczoły - starszyzna
- 2009: Samo życie - rowerzysta Dariusz Majewski
- 2010: Wenecja (film) - kochanek Joanny
- 2010: Hotel 52 - konsjeż (odc.8)
- 2010-2012: Barwy szczęścia - Tymoteusz
- 2011: Na dobre i na złe - dziennikarz Adam Nawart (odc.455)
- 2012: Komisarz Alex - czeczen Karim (odc.2)
- 2012: Mieszka ktoś tu jeszcze? (etiuda szkolna) – obsada aktorska
- 2013: Prawo Agaty - Konstanty Zremba (odc.34)
- 2013: Ojciec Mateusz - Piotr Najman (odc.111)
- 2013-2015: Pierwsza miłość - Aleksander „Aleks” Górski
- 2014: Prawie nic (etiuda szkolna) – Emil
- 2016: Na Wspólnej - kierowca (odc.2326)
- 2017: Ultraviolet (serial telewizyjny) - dziennikarz Marcin Łuczak (odc.6)
- 2017: Ojciec Mateusz - Kajetan Szubski (odc.223)
- 2018: Komisarz Alex jako komisarz Andrzej Radke (odc.131)
- od 2021: Na sygnale - Beniamin Vick

## Spektakle teatralne
- „Księżniczka na Opak Wywrócona” jako Roberto - reż. Iwo Vedral; Teatr Studyjny w Łodzi
- „Bagdad Cafe” jako Jesus - reż. K. Janda; Teatr „Polonia” Warszawa
- „Wyzwolenie S. Wyspiańskiego” jako Konrad, Maska - reż. W. Zawodziński; Teatr im. S. Jaracza w Łodzi
- „Poskromienie Złośnicy” W. Shakespeare’a, jako Lucencjo; Teatr im. S. Jaracza w Łodzi
- „Przypadek Iwana Iljicza” na motywach „Śmierci Iwana Iljicza” L. Tołstoja jako Gierasim, reż. J. Orłowski; Teatr im. S. Jaracza w Łodzi
- „Stara Kobieta Wysiaduje” jako Zamiatacz II, reż. M. Fiedor; Teatr im. S. Jaracza w Łodzi
- „Apokalipsa. Skrócona Historia Maszerowania”, reż. A. Duda-Gracz; Teatr im. S. Jaracza w Łodzi
- „Rewizor” M. Gogola jako Osip, reż. M. Fiedor; Teatr im. S. Jaracza w Łodzi
- „KRÓL RYSZARD III” W. Shakespeare’a, r jako Clarence, reż. G. Wiśniewski; Teatr im. S. Jaracza w Łodzi
- „KARAMAZOW” F. Dostojewskieg jako Alosza, reż. J. Orłowski ; Teatr im. S. Jaracza w Łodzi
- „Iwona, Księżniczka Burgunda jako Cyprian; reż. A. Duda- Gracz ; Teatr im. S. Jaracza w Łodzi
- „Umrzeć z Tęsknoty. Najpiękniejsze Piosenki Żydowskie”, opieka artystyczna W. Zawodziński